# Ichneutes cultratus
Ichneutes cultratus är en stekelart som beskrevs av Sergey A. Belokobylskij 1998. Ichneutes cultratus ingår i släktet Ichneutes och familjen bracksteklar. Inga underarter finns listade i Catalogue of Life.